# Чертков, Василий Алексеевич
Васи́лий Алексе́евич Чертко́в (1 [12] марта 1726 — 24 сентября [5 октября] 1793, Хвощеватка, Воронежское наместничество) — генерал-поручик из рода Чертковых, генерал-губернатор Воронежского, Харьковского, Саратовского наместничеств (1782—1793).

## Биография
Родился в семье Алексея Никитича Черткова (1692—1737), капитана 1-го ранга, и Анны Ивановны Львовой (1702—1728). Его отец был сыном Никиты Фёдоровича Черткова, каптенармуса Преображенского полка, и Анны Ивановны, урожд. Кушниковой (1667—1745).
Василий Чертков поступил 5 февраля 1742 года в Сухопутный шляхетский корпус, 12 ноября 1747 года произведён в капралы. С 1748 года преподавал в корпусе математику (с 15.8.1748 — сержант, с 18.11.1750 — поручик, с 14.4.1752 — капитан), с 16.11.1757 — учитель высшего математического класса. В 1760—1764 годы контролировал издание типографией Корпуса сочинений и переводов на французском и немецком языках.
С 5.1.1761 на действительной военной службе в чине майора, 12.6.1761 произведён в подполковники. 8.5.1764 назначен комендантом крепости Святой Елизаветы (Новороссийская губерния) с производством в бригадиры Конного (с 1765 года — Елисаветградского) пикинёрного полка. В 1770—1775 годы — Кременчугский обер-комендант, заместитель Главного командира Новороссийской губернии. 21.4.1771 произведён в генерал-майоры, 10.6.1771 назначен Главным командиром Днепровской укреплённой линии (исполнял эту должность по 11.1.1776), регулярных и иррегулярных полков Азовской губернии, а также шефом Донского полка.
С 27 июля 1775 года — губернатор Азовской губернии. В 1776 году в месте слияния рек Кильчень и Самара по заданию Г. А. Потёмкина, данному летом 1775 года, основал Екатеринослав и руководил его строительством. 28.6.1777 произведён в генерал-поручики, назначен шефом Луганского пикинёрного полка. В 1778 г. переехал вместе с губернской администрацией в Екатеринослав, оконченный строительством, из Белёвской крепости (ныне Красноград, Харьковская область, Украина). В 1778 году основал Мариуполь и собственноручно составил его план. В рапорте от 5 сентября 1779 г. В. А. Чертков сообщил князю Г. А. Потёмкину-Таврическому: «Итак, город Мариуполь построением домов благополучно начат».
В 1782 году назначен генерал-губернатором Воронежского и Харьковского наместничеств, с 1787 года — генерал-губернатором Саратовского наместничества с сохранением должности по Воронежскому наместничеству.
В Воронежском наместничестве провёл антиалкогольную кампанию (в 1772 году выпустил указ об уничтожении винокуренных заводов в городах), создал дворянское депутатское собрание, открыл Народное училище и городскую больницу (Воронеж, 1785), ввёл уличное освещение (Воронеж, 1786), утвердил план регулярной планировки города (Воронеж); начала работать Воронежская городская дума. Способствовал постройке дома казённой палаты и архиерейского подворья (Воронеж) по проекту Дж. Кваренги, укреплению Чернавской дамбы (1786); учредил в Воронеже три дополнительные купеческие ярмарки (1786).
В 1787—1793 годы в наместнической резиденции на Большой Дворянской (Воронеж) на специально оборудованной сцене с партером, двумя ярусами лож и галёркой давались спектакли силами самодеятельных актёров, в числе которых были дети В. А. Черткова, чиновники его канцелярии и вице-губернатор.
В Саратовском наместничестве подал проект постройки крепости на реке Большой Узень для защиты наместничества от нападения казахов.
В январе 1790 года В. А. Чертков подал прошение о внесении себя и своего семейства в престижную по тем временам шестую часть родословной книги; прошение было удовлетворено.
13 апреля 1793 года вышел в отставку с сохранением жалования. Похоронен в Воронеже, в Покровском девичьем монастыре (монастырь не сохранился, могилы утрачены).

### Семья
В 1753 году женился на Наталье Дмитриевне Семичевой (1730—1790, Воронеж), которая принесла ему 11 детей, в числе которых следующие:
- Мария (1753—1770),
- Дмитрий (1758—1831) — действительный статский советник, воронежский губернский предводитель дворянства (1798—1822)
- Анна (1760—1796), замужем за А. Я. Леванидовым (1747—1802), генерал-лейтенантом;
- Варвара (1763—1826), в замужестве княгиня Урусова;
- Николай (1764—1838) — действительный статский советник, председатель воронежского совестного суда; женат на Наталье Алексеевне, урожд. Хрущёвой (1777 — после 1818)

## Сочинения
Перевёл комедию Ж.-Б.Руссо «Кофейня»:
- Руссо Ж.-Б. Кафейной дом : Комедия / [Пер. В. А. Черткова]. — Крепость св. Елисаветы Новороссийской губ., 1765. — 8 с.[12],

ставившуюся в 1770 году в Елизаветграде.
31 мая 1787 года составил циркулярный документ «Обряд при высочайшем шествии Ея Императорскаго Величества чрез Харьковское наместничество», изданный в 1869 году в сборнике П. И. Бартенева «Осьмнадцатый век» (Книга первая).

## Награды
- Орден Святой Анны 1-й степени (6.11.1774)[3]
- Орден Святого Александра Невского (24.11.1782)[3]
- бриллиантовый перстень и 6000 рублей (1787) — за обеспечение проезда Екатерины II по вверенной ему территории[3].